# Grand Prix Jihoafrické republiky 1978
Grand Prix Jihoafrické republiky 1978 (oficiálně XXIV Citizen and Asseng Grand Prix of South Africa) se jela na okruhu Kyalami v Midrandu v Jihoafrické republice dne 4. března 1978. Závod byl třetím v pořadí v sezóně 1978 šampionátu Formule 1.

## Závod
| Poř.   | No. | Jezdec                | Konstruktér        | Počet kol | Čas/Odstoupení | Pořadí na startu | Body |
| ------ | --- | --------------------- | ------------------ | --------- | -------------- | ---------------- | ---- |
| 1      | 6   | Ronnie Peterson       | Lotus-Ford         | 78        | 1:42:15.767    | 12               | 9    |
| 2      | 4   | Patrick Depailler     | Tyrrell-Ford       | 78        | +0.466         | 11               | 6    |
| 3      | 2   | John Watson           | Brabham-Alfa Romeo | 78        | +4.442         | 10               | 4    |
| 4      | 27  | Alan Jones            | Williams-Ford      | 78        | +30.986        | 18               | 3    |
| 5      | 26  | Jacques Laffite       | Ligier-Matra       | 78        | +1:09.218      | 13               | 2    |
| 6      | 3   | Didier Pironi         | Tyrrell-Ford       | 77        | +1 kolo        | 14               | 1    |
| 7      | 5   | Mario Andretti        | Lotus-Ford         | 77        | +1 kolo        | 2                |      |
| 8      | 10  | Jean-Pierre Jarier    | ATS-Ford           | 77        | +1 kolo        | 17               |      |
| 9      | 36  | Rolf Stommelen        | Arrows-Ford        | 77        | +1 kolo        | 22               |      |
| 10     | 25  | Héctor Rebaque        | Lotus-Ford         | 77        | +1 kolo        | 21               |      |
| 11     | 30  | Brett Lunger          | McLaren-Ford       | 76        | +2 kola        | 20               |      |
| 12     | 19  | Vittorio Brambilla    | Surtees-Ford       | 76        | +2 kola        | 19               |      |
| Ret    | 35  | Riccardo Patrese      | Arrows-Ford        | 63        | Motor          | 7                |      |
| Ret    | 20  | Jody Scheckter        | Wolf-Ford          | 59        | Smyk           | 5                |      |
| Ret    | 8   | Patrick Tambay        | McLaren-Ford       | 56        | Nehoda         | 4                |      |
| Ret    | 12  | Gilles Villeneuve     | Ferrari            | 55        | Únik oleje     | 8                |      |
| Ret    | 11  | Carlos Reutemann      | Ferrari            | 55        | Smyk           | 9                |      |
| Ret    | 1   | Niki Lauda            | Brabham-Alfa Romeo | 52        | Motor          | 1                |      |
| Ret    | 18  | Rupert Keegan         | Surtees-Ford       | 52        | Motor          | 23               |      |
| Ret    | 9   | Jochen Mass           | ATS-Ford           | 43        | Motor          | 15               |      |
| Ret    | 37  | Arturo Merzario       | Merzario-Ford      | 39        | Zavěšení       | 26               |      |
| Ret    | 15  | Jean-Pierre Jabouille | Renault            | 38        | Motor          | 6                |      |
| Ret    | 32  | Keke Rosberg          | Theodore-Ford      | 15        | Spojka         | 24               |      |
| Ret    | 14  | Emerson Fittipaldi    | Fittipaldi-Ford    | 9         | Řazení         | 16               |      |
| Ret    | 24  | Eddie Cheever         | Hesketh-Ford       | 8         | Únik oleje     | 25               |      |
| Ret    | 7   | James Hunt            | McLaren-Ford       | 5         | Motor          | 3                |      |
| DNQ    | 31  | René Arnoux           | Martini-Ford       |           |                |                  |      |
| DNQ    | 17  | Clay Regazzoni        | Shadow-Ford        |           |                |                  |      |
| DNQ    | 23  | Lamberto Leoni        | Ensign-Ford        |           |                |                  |      |
| DNQ    | 16  | Hans-Joachim Stuck    | Shadow-Ford        |           |                |                  |      |
| Zdroj: |     |                       |                    |           |                |                  |      |

## Průběžné pořadí po závodě
Pohár jezdců
| Pořadí | Jezdec            | Body |
| ------ | ----------------- | ---- |
| 1      | Mario Andretti    | 12   |
| 2      | Ronnie Peterson   | 11   |
| 3      | Niki Lauda        | 10   |
| 4      | Patrick Depailler | 10   |
| 5      | Carlos Reutemann  | 9    |
| Zdroj: |                   |      |

Pohár konstruktérů
| Pořadí | Konstruktér        | Body |
| ------ | ------------------ | ---- |
| 1      | Lotus-Ford         | 21   |
| 2      | Brabham-Alfa Romeo | 14   |
| 3      | Tyrrell-Ford       | 11   |
| 4      | Ferrari            | 9    |
| 5      | Fittipaldi-Ford    | 6    |
| Zdroj: |                    |      |